# ハンス・ホライン
ハンス・ホライン（Hans Hollein, 1934年3月30日 - 2014年4月24日）は、現代オーストリアの代表的建築家の一人。ウィーン生まれ。

## 経歴
ウィーン実業学校建設科に学び、1956年、ウィーン美術アカデミー・建築学科を卒業。1958年からアメリカ合衆国に留学し、1959年まで、シカゴのイリノイ工科大学建築学科に学び、1960年、カリフォルニア大学バークレー校環境デザイン学大学院を修了する。
1967年から1976年までデュッセルドルフ美術アカデミー教授、1976年からウィーン応用美術大学教授を務めた。その他各国の客員教授を歴任した。数々の展覧会を開く他、1965年から1970年までは、ウィーンの建築雑誌バウの編集長でもあった。
1966年、レイノルズ記念賞、1985年、プリツカー賞等、多数の賞を受けている。
主な作品に、シュテファン広場に面したハース・ハウス（Haashaus）、
「レッティ蝋燭店」（1965年）、「シェリン宝石店」（1974年）、「オーストリア旅行代理店本店」（1978年〕、「シュリン宝石店2（1982年）、「メンヘンプラトバッハ市立美術館」（1982年）などがある。
2014年、死去。

## 作品

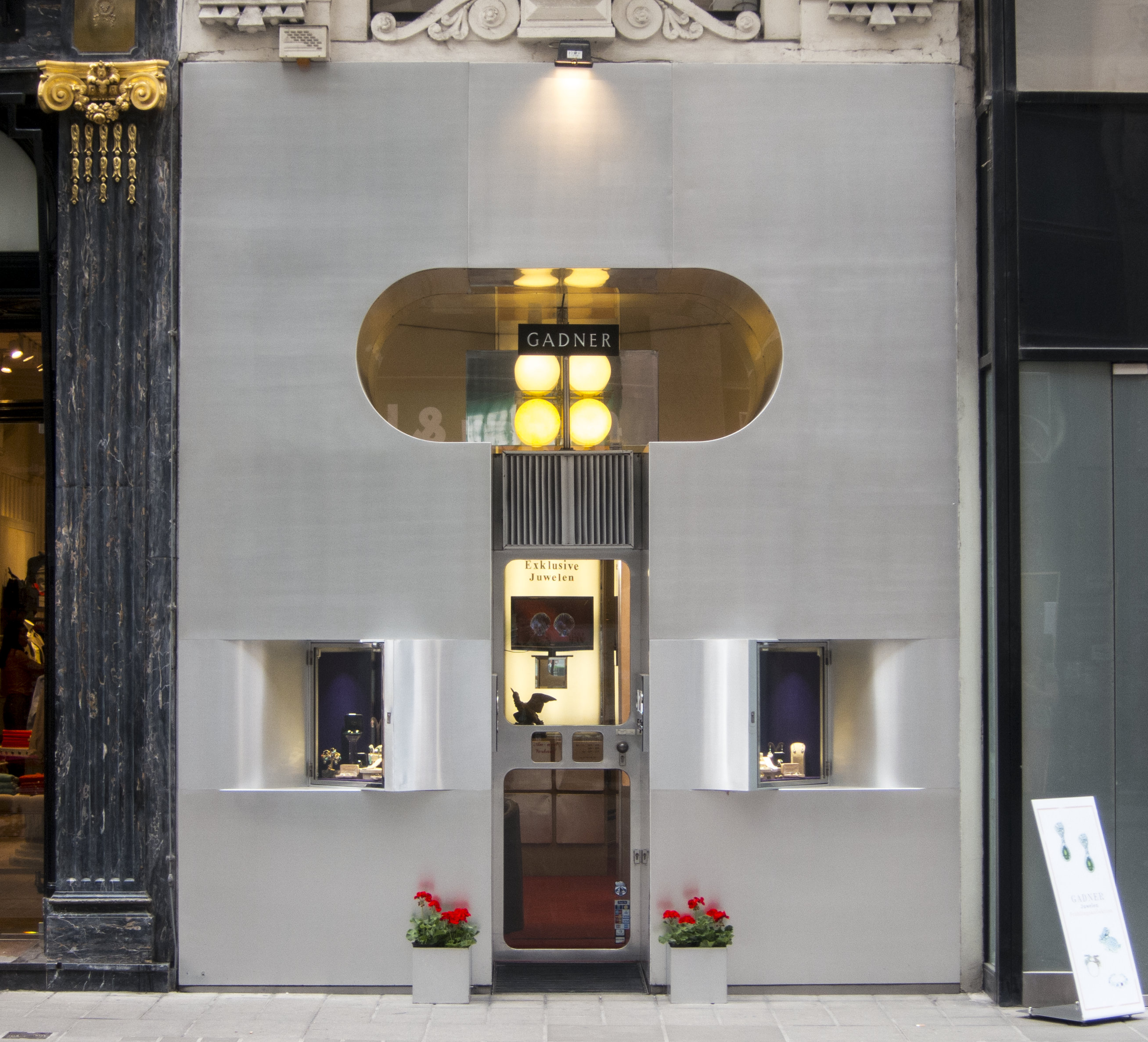
シェリン宝石店

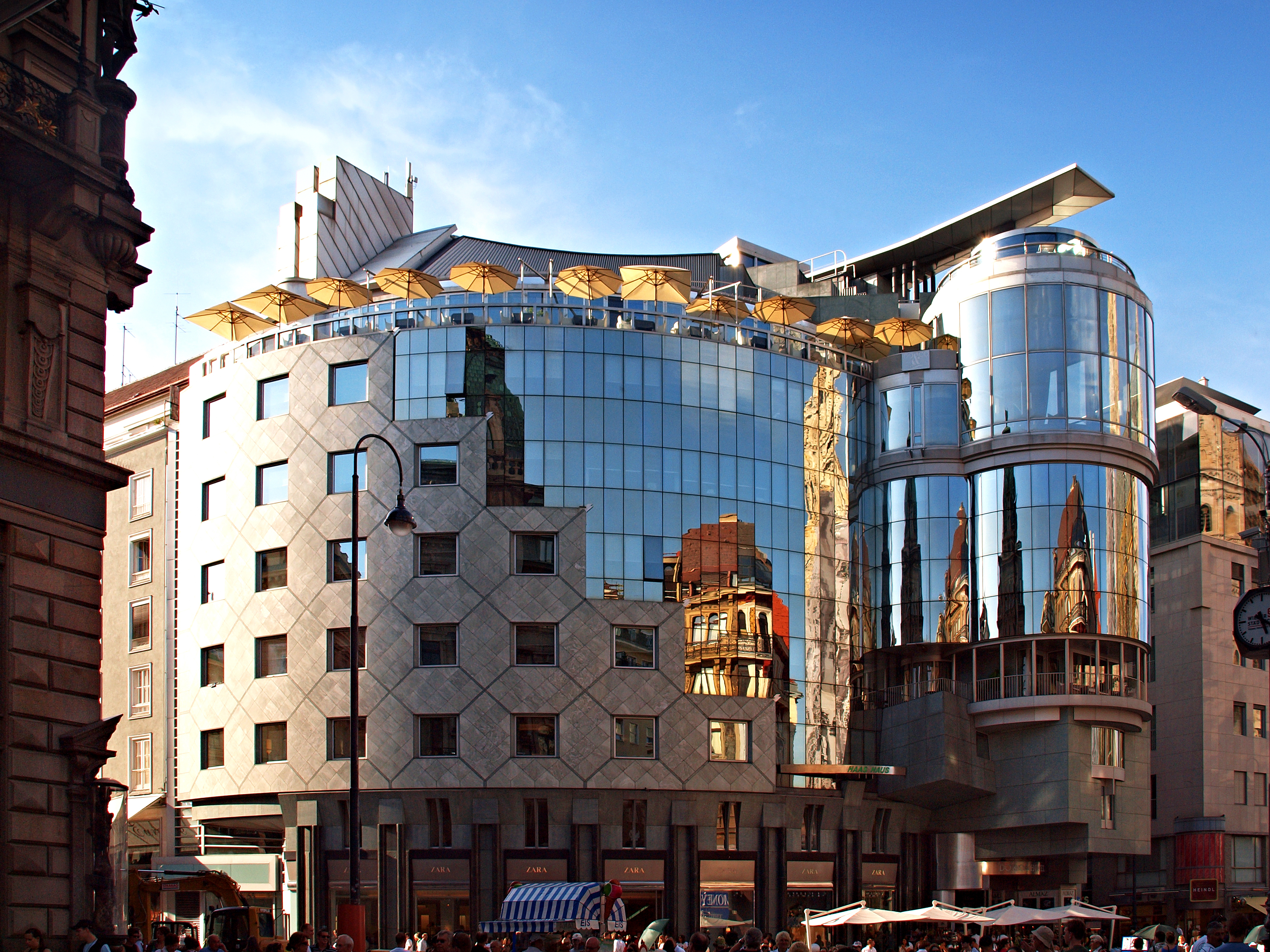
ハース・ハウス

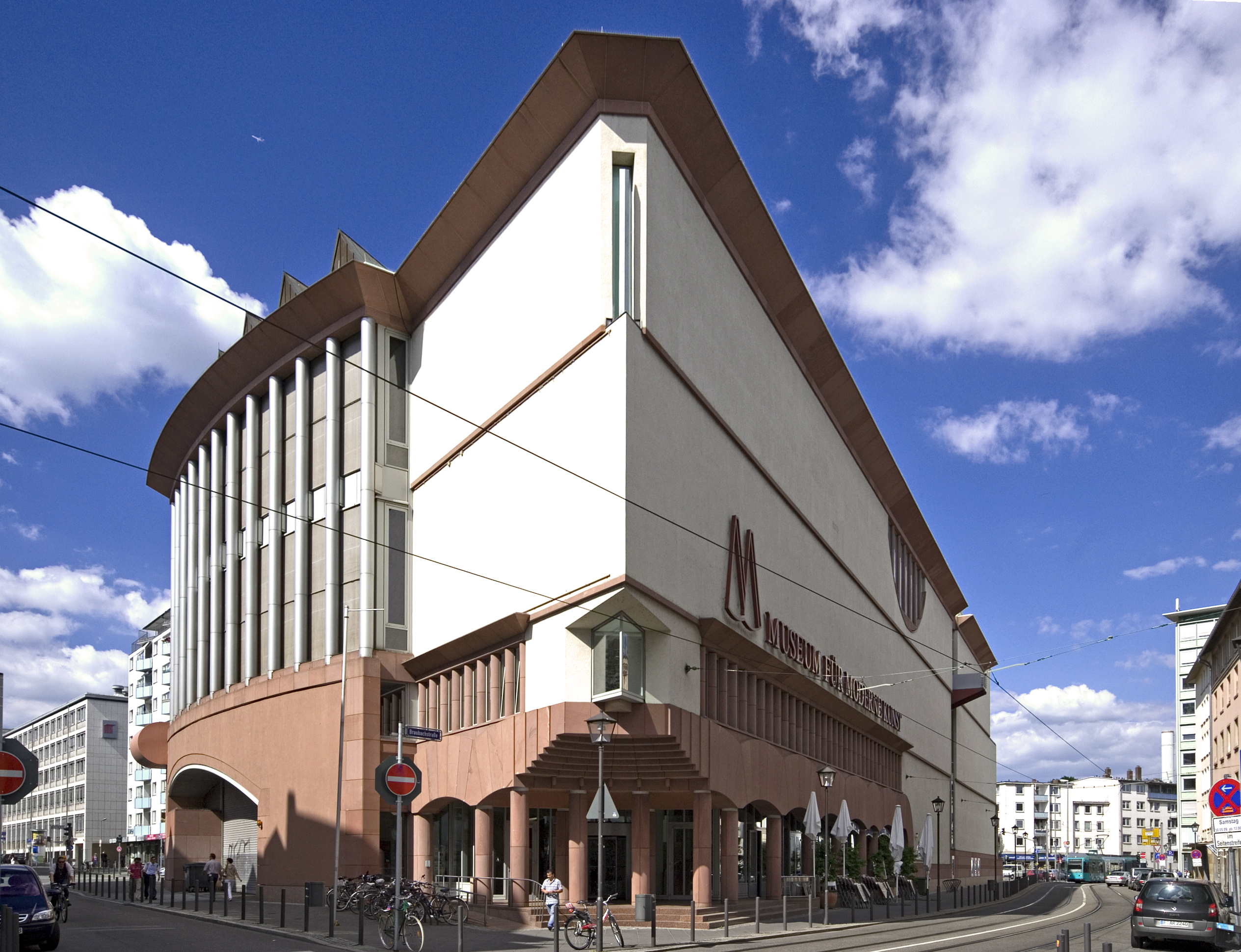
フランクフルト近代美術館

- Albertina - Rampe, Wien
- de:Hilton Hotel - Aufstockung, Wien
- Niederösterreichisches Landesmuseum, de:St. Pölten
- Vulcania - Vulkanismus-Museum, St.-Ours-les-Roches, de:Auvergne
- Interbank Headquarters in de:Lima
- Bürohaus am de:Donaukanal, Wien
- Österreichische Botschaft, de:Berlin
- de:Guggenheim Museum de:Salzburg
- Shedhalle, St. Pölten
- Ganztagsschule Köhlergasse, Wien
- ハース・ハウス（de:Haas-Haus）, Wien
- Museum für Glas und Keramik, de:Teheran
- フランクフルト近代美術館、 Frankfurt
- Städtisches Museum Abteiberg, de:Mönchengladbach
- Feigen Gallery in New York
- Kerzengeschäft Retti, Wien
- Schule Donaucity, Wien

## Auszeichnungen
- レイノルド記念賞de:Reynolds Memorial Award 1966 und 1984
- de:Großer Österreichischer Staatspreis 1983
- プリツカー賞(de:Pritzker-Preis) 1985
- de:Österreichisches Ehrenzeichen für Wissenschaft und Kunst 1990
- de:Ehrenmedaille der Bundeshauptstadt Wien in Gold